# Зовнішній благоустрій
Зовнішній благоустрій населеного пункту - - комплекс робіт з  інженерного захисту,  розчищення,  осушення  та озеленення території,  а також соціально-економічних,   організаційно-правових   та   екологічних заходів з покращання мікроклімату,  санітарного очищення, зниження рівня шуму та інше, що здійснюються на території населеного пункту з  метою  її  раціонального  використання,  належного утримання та охорони,  створення умов щодо захисту і  відновлення  сприятливого для життєдіяльності людини довкілля. 
Організацією робіт, заходів і послуг із зовнішнього благоустрою займаються відповідні служби (департаменти, управління, відділи) органу місцевого самоврядування населеного пункту. 
Благоустрій населених пунктів передбачає:
1. розроблення і здійснення ефективних і комплексних  заходів з  утримання  територій  населених  пунктів у належному стані,  їх санітарного очищення, збереження об'єктів загального користування, а   також  природних  ландшафтів,  інших  природних  комплексів  і об'єктів;
2. організацію   належного   утримання    та    раціонального використання  територій,  будівель,  інженерних споруд та об'єктів рекреаційного,           природоохоронного,           оздоровчого, історико-культурного та іншого призначення;
3. створення  умов  для  реалізації  прав  суб'єктами у сфері благоустрою населених пунктів.

Заходи з   благоустрою   населених   пунктів  -  роботи  щодо відновлення,  належного утримання  та  раціонального  використання територій,   охорони   та   організації   упорядкування   об'єктів благоустрою з урахуванням особливостей їх використання.
До комплексу робіт, заходів і послуг із зовнішнього благоустрою відносяться:
1. Ремонт і утримання дорожньо-мостового господарства та інженерного захисту: 
- транспортних і пішохідних вулиць і доріг (тротуарів, проїздів) і дорожніх споруд на них (постів, шляхопроводів), мостів та інших транспортних інженерних споруд в межах населеного пункту;
- стоянок автотранспортних засобів;
- водовідвідних і дренажних систем приватних домоволодінь і споруд;
- захисних дамб і берегових укріплень;
- протизсувних та протиобвальних споруд;

2. Санітарно-гігієнічне очищення населених пунктів: 
- Збір, вивезення, утилізація, знищення, переробка та захоронення твердих та рідких відходів;
- Вилов та утримання бездоглядних та безпритульних тварин.

3. Озеленення території населеного пункту, утримання зелених зон, лісопарків, парків і скверів;
4. Освітлення вулиць та приміщень загального користування; встановлення покажчиків з назвами вулиць та номерами будинків. 